# Flaugnac
Flaugnac è un comune francese soppresso e frazione del dipartimento del Lot della regione dell'Occitania. Dal 1º gennaio 2016 si è fuso con il comune di Saint-Paul-de-Loubressac per formare il nuovo comune di Saint-Paul-Flaugnac.

## Società

### Evoluzione demografica
Abitanti censiti